# Thalie (nymphe)
Pour les articles homonymes, voir Thalie.

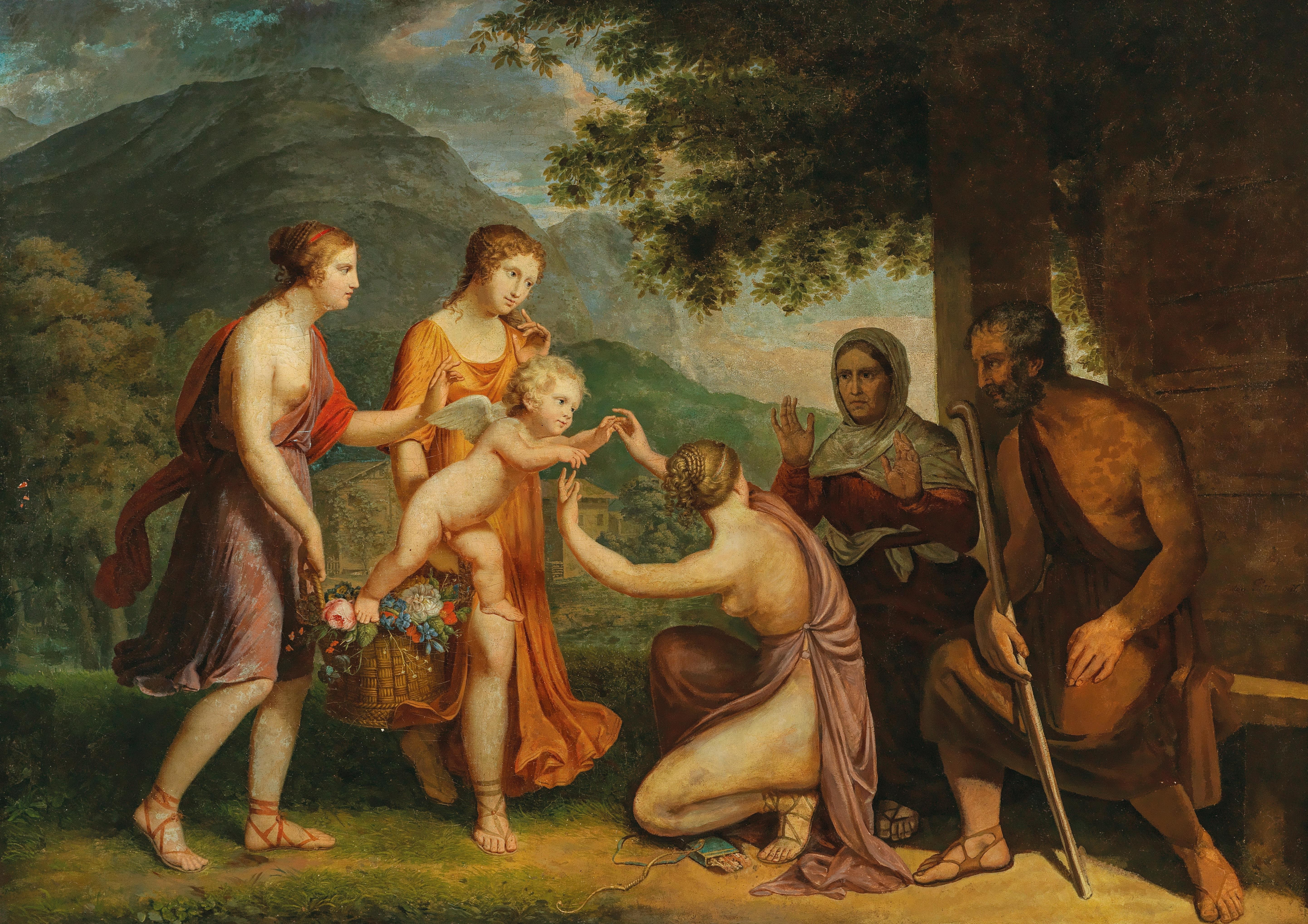
Les Trois Grâces, dont l'une est Thalie.

Dans la mythologie grecque, Thalie ou Thalia (en grec ancien Θάλεια / Tháleia ou Θάλια / Thália, « la Joyeuse, la Florissante », de θάλλειν / thállein, « fleurir, verdoyer ») est une nymphe, fille d'Héphaïstos. La tradition est confuse à son égard, mais elle est vraisemblablement confondue avec la Muse, la Charite ou la Néréide homonymes.
Aimée de Zeus près du fleuve Symèthe en Sicile, elle s'enfouit dans le sol par crainte de la jalousie d'Héra. Ses enfants, des jumeaux, naissent donc sous la terre : ce sont les Paliques (selon d'autres auteurs, ils passent plutôt pour les fils d'Héphaïstos ou d'Adranos).

## Sources
- Étienne de Byzance, Ethniques [détail des éditions], s.v.palikê.
- Macrobe, Saturnales [lire en ligne], V, 19, 15.
- Servius, Commentaire à l'Énéide [détail des éditions] [(la) lire en ligne], IX, 584.